# Sport 3
Sport 3 — український спортивний телеканал. Він належить компанії «Поверхность», яку очолює Віктор Самойленко. До 2010 року мовив як «Спорт 3», після перезапуску в 2023 році змінив написання назви на латинські літери.

## Про телеканал
«Sport 3» є найрізноманітнішим телеканалом в Україні для великої аудиторії вболівальників, присвячений декільком видам спорту. Наповнення «Sport 3» складається з футбольних, тенісних, хокейних матчів, боксерських поєдинків, автоперегонів, а також наявності спортивних програм власного виробництва. Окрім цього у телеканалу були ексклюзивні права на показ багатьох престижних заходів з різних видів спорту. 
З фінансових причин, 17 серпня 2010 року, трансляцію телеканалу «Спорт 3» було припинено через заборгованість компанії «Поверхность» перед супутниковим оператором «Eutelsat», забезпечивши поширення сигналу телевізійних каналів пакету «Поверхня ТВ», які теж припинили мовлення разом зі спортивним каналом «Спорт 3». 
Перезапуск каналу як «Sport 3» відбувся 9 лютого 2023 року. Телеканал продовжує свою діяльність в інтернеті та в кабельних мережах і базується в Латвії.

## Логотипи
| Логотип | Опис                                                 |
| ------- | ---------------------------------------------------- |
|         | Перший логотип з 22 серпня 2007 по 17 серпня 2010.   |
|         | Другий логотип з 9 лютого 2023 до теперішнього часу. |

## Трансляції

### Футбол
- AFC Champions League.
- АПЛ. Матчі за участі ФК «Арсенал».
- Кубок Португалії.
- Чемпіонат Австрії.
- Чемпіонат Бразилії.

### Хокей
- Чемпіонат Швейцарії.

### Баскетбол
- Чемпіонат Іспанії.
- Чемпіонат Австралії.

### Теніс
- Davis Cup Final.

### Гандбол
- Бундесліга.
- Чемпіонат Європи.

### Ковзанярський спорт
- Кубок світу.

### Легка атлетика
- Valencia Marathon.

### Фігурне катання
- Гран-прі ISU.

## Коментатори каналу[4]
- Денис Босянок (футбол)
- Дмитро Джулай (футбол)
- Ярослав Лех (баскетбол, футбол)
- Вадим Власенко (футбол, баскетбол, теніс)
- Юрій Нестеренко (бокс, бої без правил)
- Максим Верхових (футбол, автоперегони)
- Андрій Шахов (футбол)
- Тетяна Каргова (гандбол)